# Youssef Absi
Youssef Absi (in arabo يوسف عبسي‎?, Yusuf ʿAbsī; Damasco, 20 giugno 1946) è un patriarca cattolico siriano, dal 21 giugno 2017 patriarca di Antiochia, di Gerusalemme e di tutto l'Oriente.

## Biografia
Youssef Absi è nato a Damasco il 20 giugno 1946.

### Formazione e ministero sacerdotale
È entrato nella Società dei missionari di San Paolo e il 6 maggio 1973 è stato ordinato presbitero. Dopo la conclusione degli studi di filosofia e teologia presso il Seminario maggiore di San Paolo ad Harissa ha conseguito la licenza in filosofia presso l'Università Libanese, la licenza in teologia presso l'Istituto di San Paolo ad Harissa e il dottorato in scienze musicali e innografia bizantina presso l'Università St. Esprit di Kaslik.
Dal 1996 è stato consigliere generale ed economo del suo Ordine per divenirne poi superiore generale il 13 luglio 1999.

### Ministero episcopale
Il 14 luglio 2001 papa Giovanni Paolo II ha confermato la sua elezione canonicamente fatta dal Sinodo dei vescovi della Chiesa cattolica greco-melchita, riunitosi a Raboueh il 22 giugno 2001, ad arcivescovo titolare di Tarso dei Greco-Melchiti e curiale di Antiochia dei Melchiti. Ha ricevuto l'ordinazione episcopale il 2 settembre successivo presso la basilica di San Paolo ad Harissa dal patriarca Gregorio III Laham, coconsacranti l'arcivescovo curiale Jean Mansour e l'arcieparca di Beirut e Jbeil Joseph Kallas. Il 13 ottobre 2006 è stato nominato vicario patriarcale di Damasco dei Melchiti.
Il 21 giugno 2017 il sinodo dei vescovi della Chiesa cattolica greco-melchita lo ha eletto patriarca di Antiochia, di Gerusalemme e di tutto l'Oriente. Il giorno successivo papa Francesco gli ha concesso la comunione ecclesiastica.

## Altre attività
Dal 2001 è presidente della Caritas siriana (Commissione Commune de Bienfaisance, CCB) e con altri tre membri a tempo pieno porta avanti più di quaranta progetti a Damasco, Aleppo e Al-Hasaka. Ha composto per suor Marie Keyrouz l'Ensemble de la Paix, inno realizzato per il Cantiques De L'Orient.

## Genealogia episcopale e successione apostolica
La genealogia episcopale è:
- Vescovo Filoteo di Homs
- Patriarca Eutimio III di Chios
- Patriarca Macario III Zaim
- Vescovo Leonzio di Saidnaia
- Patriarca Atanasio III Dabbas
- Vescovo Néophytos Nasri
- Vescovo Efthymios Fadel Maalouly
- Patriarca Cirillo VII Siage, B.S.
- Patriarca Agapio III Matar, B.S.
- Patriarca Massimo III Mazloum
- Patriarca Clemente I Bahous, B.S.
- Patriarca Gregorio II Youssef-Sayour, B.S.
- Patriarca Pietro IV Geraigiry
- Patriarca Cirillo IX Moghabghab
- Patriarca Massimo V Hakim
- Patriarca Gregorio III Laham, B.S.
- Patriarca Youssef Absi, S.M.S.P.

La successione apostolica è:
- Arcivescovo Elias El-Debei (2019)
- Vescovo Georges Khoury (2019)
- Vescovo Joseph Khawam, B.A. (2020)
- Arcivescovo Georges Khawam, S.M.S.P. (2021)
- Vescovo Milad Jawish, B.S. (2021)
- Arcivescovo Georges Masri (2021)
- Vescovo Jean-Marie Chami, Ist. del Prado (2022)
- Arcivescovo Georges Iskandar, B.S. (2022)
- Vescovo François Beyrouti (2022)